# Birgit Corinna Lange
Birgit Corinna Lange (* 3. Juli in Bremen; Künstlername: Bico LaFrey) ist eine deutsche Sängerin, Schauspielerin, Sprecherin, Regisseurin und Autorin. Sie ist klassisch ausgebildete Sängerin in der Stimmlage jugendlich-dramatischer Sopran. Zudem schreibt Lange Theaterstücke, Drehbücher, Gedichte und Kurzgeschichten.

## Leben
Lange studierte Schauspiel in Hamburg und Bremen. Zusätzlich absolvierte sie ein privates klassisches Gesangsstudium in Hamburg und Bremen sowie Meisterkurse im Bereich Oper und Lied in Kassel, Göttingen und New York City, USA.
Lange war neben zahlreichen Gesangsauftritten sowie Film- und Theater-Engagements in der Uraufführung von Die Wahrheit über Hänsel und Gretel – Kein Weihnachtsmärchen (nach Hans Traxler) der Schwankhalle Bremen 2013 als Gretel zu sehen. Die Inszenierung war auch zum Theaterfestival „Hart am Wind“ eingeladen und wurde in diesem Rahmen im Mai 2014 erneut aufgeführt. Eine Wiederaufnahme gab es zudem im Oktober 2014.
Ebenfalls 2014 war sie in der Inszenierung des Rockmusicals Hedwig and the Angry Inch der Schwankhalle Bremen als Hedwigs Ehemann Yitzhak zu sehen.
2016 produzierte sie ihren ersten eigenen Kurzspielfilm Getting him Back, der über ein Crowdfunding erfolgreich teilfinanziert wurde. Lange lieferte das Drehbuch, führte Regie und übernahm die Hauptrolle.

## Publikationen (Auswahl)
- mit Uwe Koch: unbeschirmt. Lyrikband. Books on Demand, 2010, ISBN 978-3-8391-8351-9.
- Kurzgeschichte „Der perfekte Moment“ in Schreiben statt Jammern. – Anthologie. Lektora, 2016, ISBN 978-3-95461-058-7.

## Filmografie (Auswahl)
- 2018: Insomnambulists – oder Das Lied von der Unzulänglichkeit Timos Strebens (Kurzspielfilm, G.O. cross media production GmbH)[8]
- 2017: Tatort – Im toten Winkel[9] (TV-Film, RB Radio Bremen)
- 2016: Getting him Back[10] (Kurzspielfilm, Bicolution Pictures)
- 2015: Echo im Zwielicht (Kurzspielfilm, Grizzly-Frame)
- 2015: Minus x Minus[11] (Kurzspielfilm, G.O. cross media production GmbH)
- 2015: Joka – Moin Moin (Musikvideo, Lexy Film)
- 2014: Ausbrechen[12] (Kurzspielfilm, Grizzly-Frame)
- 2012: Portion für zwei (Kurzspielfilm, Grizzly-Frame)

## Musiktheater/Konzerte (Auswahl)
Eigene Produktionen als Autorin, Darstellerin und Regisseurin:
- 2007: Ewige Erben, berauscht … – Szenischer Liederabend, Hamburger Kammerspiele, Bürgerhaus Weserterrassen Bremen, Casino Bremen, Schnürschuh-Theater, Regie: B.C. Lange, Konzept, Regie und Hauptrolle: Rosemarie
- 2007: Liebestaumel trifft Tangolieder – Haus im Park Bremen, Regie: B.C. Lange, Hauptrolle: Mieze Müller
- 2010 bis 2017: Meeresrauschen – maritimer Liederabend[13][14] Freies Theater Bremen, Regie: B.C. Lange, Hauptrolle (Solo)
- 2010 bis 2017: Liebestaumel – Musiktheaterstück[15][16][17][18], Musiktheaterstück, Freies Theater Bremen, Regie: B.C. Lange, Hauptrolle (Solo): Mieze Müller

Engagements:
- 2005: Peterchens Mondfahrt, Theater auf Tour Darmstadt, Regie: Kosmas Chatziioannidis, Hauptrollen: Nachtfee, Jupinchen
- 2008: Casa Belcanto, (Oper, Konzert), St. Pauli Bremen, Leitung: Markus Krause
- 2010: Sozial ist echt genial – SoVD-Revue,[19] ExpoWal Hannover, Regie: Christian Bendig, Hauptrolle: Sozialberaterin
- 2011: Recital (Opera), New York City, USA, Leitung: Jane Olian
- 2013: Orgel plus,[20] Sopran und Orgel, [Bremer Dom] St. Petri, Leitung: Ricarda Ochs
- 2013: Klassischer Solo-Abend (Arien und Lieder), Kirchweye, Leitung: Markus Krause
- 2014: Neujahrskonzert des „Collegium musicum“[21] – Bach-Arien, Vahrer Kantorei Bremen, Leitung: Ricarda Ochs
- 2014: Hedwig and the Angry Inch – Rockmusical, Schwankhalle Bremen, Regie: Nomena Struß, Hauptrolle: Yitzhak[3]
- 2016: An der Flughafenbar gleich links[22], Cherries on Top TV Live, Regie: Cedar D. Wolf, Hauptrolle: Dean

## Theater/Lesungen (Auswahl)
Eigene Produktionen
- 2010 bis 2012: Unbeschirmt – szenische Lesung,[23] Freies Theater Bremen, Regie: B.C. Lange
- 2010 bis 2014: O lieb, solang du lieben kannst – romantisch-frivole szenische Lesung, Freies Theater Bremen, Regie: B.C. Lange / P. Feilen, Hauptrolle
- 2013 bis 2014: Kindlein mein, schlaf nur ein – Eine schaurig-schöne Lesung –, szenische Lesung, Freies Theater Bremen, Regie: B.C. Lange, Hauptrolle: Theodore

Engagements
- 2008: Bremer Freiheit, Concordia-Theater Bremen, Regie: Lars Töbelmann, Hauptrolle: Gesche Gottfried
- 2008 bis 2009: William Ratcliff, Hamburger Sprechwerk, Regie: Lydia Spiekermann, Hauptrolle: Margarete
- 2009: Jagd Beute Jagd,[24] Concordia Bremen, Regie: Kevin Young, Rollen: alle weiblichen Rollen (7 versch.)
- 2010: Versteh einer die Frauen,[25] AuGuSTheater Neu-Ulm, Regie: Claudia Riese/Heinz Koch, Hauptrolle: Jeanette
- 2011 bis 2012: Phil und Sophia fragen nach Gott – philosophisches Kinderstück,[26] Theater Naseweis Münster, Regie: Edda Klepp, Hauptrolle: Sophia
- 2011 bis 2012: Kabale und Liebe, Bremer Tourneetheater, Regie: Ullrich Matthaeus, Hauptrollen: Milford, Präsident, Frau Miller, Mutter
- 2012: The Scottish Play – Macbeth-Adaption in engl. Sprache, Wooden O, Regie: Cedar D. Wolf, Hauptrollen: Lady Macbeth, Hexe
- 2012 bis 2013: Ehrenwort – eine szenische Collage nach Motiven aus Effi Briest (Fontane),[27] Theater Naseweis Münster, Regie: Edda Klepp, Hauptrolle: Effi, Ulerika (Doppelrolle)
- 2012 bis 2017: Dinner for Five, Krimi Circus Entertainment, Regie: Lars Wasserthal, Hauptrolle: Miss Sophie
- 2013 bis 2014: Die Wahrheit über Hänsel und Gretel – Kein Weihnachtsmärchen (nach Hans Traxler),[1] Schwankhalle Bremen, Regie: Pundt, Hauptrolle: Gretel
- 2014: Zuhause – Vier Monologe, Monologe von Ingrid Lausund, Koproduktion Theater Spielorte e. V. / Freies Theater Bremen, Regie: Friedo Stucke, B.C. Lange, Hauptrollen: Badezimmer, Globus

## Sprecherin
- 2013 bis 2017: Witzschmiede – Youtube-Witzekanal,[28] Witzschmiede Produktion, Regie: Christian Bode
- 2015: Iconary[29] (App dictionary for refugees, Laura Brandt)
- 2009: Unbeschirmt – befreite Kunst,[30] VideoLyrik, Harder Music / Unbeschirmt, Regie: Mathias Harder
- 2008: Smoodoos  – Chatroom für Kinder, Synchronisation, Harder Music, Regie: Matthias Harder